# 医療保険事務
医療保険事務（いりょうほけんじむ）とは、レセプトと呼ばれる診療報酬明細書の作成を中心に行う診療報酬請求事務のことをいう。単に医療事務とも呼ぶ。また、医療関連の事務に従事する者を医療保険事務技能者、診療報酬請求事務従事者、医療事務員、医療保険事務員などとも呼ぶ。メディカルクラークとも称されるが、診療報酬上の医師事務作業補助者（医療クラーク、ドクターズクラーク）とは職務が異なる。
本項では、日本における医療保険事務について記述する。

## 概要
診療報酬明細書（レセプト）の作成を中心とする診療報酬請求事務は、医療機関における事務の中で最も重要なものの一つである。調剤報酬事務が薬局内での調剤に限られているのに対し、医療保険事務は医療機関内のすべての診療行為が対象になる。
医療保険事務を行うにあたっては、国民健康保険や社会保険をはじめ、老人医療や公費制度など複雑な現在の医療保険の内容を確実に理解し、的確かつスピーディに業務を行うことが必要である。そこで、医学、医療制度、関連法規、保険業務、レセプト記載、点数算定などの知識を体系的に習得するとともに、さらには、医療事務コンピュータ（通称は医事コン）の操作から、受付業務に欠かせない接遇マナーや心理学に至るまで、多岐にわたるスキルを習得することが求められる。
こうした診療報酬請求事務に従事する者の資質向上を図るため、診療報酬請求事務能力認定試験を頂点に多岐にわたる資格検定が設けられており、事務員の教育は資格取得教育をベースに行われている。実際の医療事務の求人の際は、レセプト作業が迅速にできる人を望んでいる場合もあれば、特にその能力は問わない場合もある。
高齢化や情報化を背景に医療保険事務全体の効率化と迅速化がうたわれるようになると、全国の医療保険事務に関わる機関においてIT化を活用した新しい医療保険事務システムが採用されるようになり、医療事務コンピューターや電子カルテの導入などが進んだ。こうしたなかで、レセプト業務におけるマンパワーの必要性は薄らいでおり、新たな求人は減る傾向にある。
他方で、患者の「知る権利」の高まりを背景に、2010年から患者に対する診療明細書の無料発行が原則義務化されたことで、診療報酬請求に対する患者・家族からの問い合わせが増えている。さらには、医療機関の経営分析のなかでもレセプト・データが活用されるようになるなど、請求業務を超える高度な分析スキルが求められるようになっている。ほかにも、医療行政においても地域医療構想などで都道府県レベルでのレセプトデータの活用が求められるようになっている。

## 資格認定

### 診療報酬請求事務能力認定試験
1993年に厚生省の「診療報酬請求事務等に関する検討委員会」で「請求事務従事者の公的資格認定制度の導入」が審議され、それを受けてできたのが、診療報酬請求事務能力認定試験である。主催者は、厚生省と内閣府の認定のもと設立された公益財団法人日本医療保険事務協会である。
以下に見るように他の団体も同様の試験を実施しているが、そのなかでも人気があり保有していれば高い評価を受ける。難易度がかなり高く合格率も低い（合格率も30％程度）最難関試験で、実際に医療事務に携わっている医療機関の現役職員も多数受験している。全国一斉に実施する試験で医科と歯科、どちらかを選んで受験を行う。

### その他の資格
他の団体もまた、以下のように、それぞれに独自の資格検定を行っている。これらの資格をとるには、こうした学校や通信教育の医療事務講座で学び、資格認定試験等に合格する必要がある。試験の内容は、診療報酬請求業務とともに、医療保険制度等・公費負担医療制度の概要・保険医療機関等・ 療養担当規則などの知識のほか、医学・薬学の基礎知識なども問われる。
ただし、在宅で受験可能なものも多く、合格率も高い。何れの資格においても、医療保険事務をするにあたって必須のものではなく、資格がないと医療保険事務ができないという訳ではない。
- 日本医療事務協会 - 保険請求事務技能検定試験
- 全国医療事務検定協議会 - 医療事務検定1級～3級
- 全国医療福祉教育協会 - 医科2級医療事務実務能力認定試験、２級医療秘書実務能力認定試験、医療事務ＯＡ実務能力認定試験、電子カルテオペレーション実務能力認定試験、医師事務作業補助者実務能力認定試験
- 一般財団法人日本病院管理教育協会 -　医療管理秘書士, 医療管理士資格認定試験, 医療事務士資格, 病歴記録管理士
- 株式会社技能認定振興協会（JSMA） - 医療事務管理士技能認定試験
- 医療保険学院 - 医療保険調剤報酬事務士, 医療保険士認定試験 : 医療保険学院の医療保険関連コース受講後、修了検定試験合格で取得
- 医療秘書教育全国協議会 - 医療秘書技能検定, 医事コンピュータ技能検定試験 （3級・2級・準1級）
- 一般財団法人日本医療教育財団 - 医療事務技能審査試験
- 一般財団法人日本病院管理協会 - 医療事務士 : 協会の教育指定校で講座
- 特定非営利活動法人医療福祉情報実務能力協会 - 医療事務実務士（1・2級）, 医療秘書管理実務士（1・2級）, 医事コンオペレーター

関連資格について、詳しくは日本の医療・福祉・教育に関する資格一覧【医療事務】参照。

## 隣接する医療事務系職種
医療事務は一般に医療保険事務をさすが、広義に捉えた場合、診療録管理なども含まれる。1996年から一般社団法人日本病院会が認定する診療情報管理士は、診療録（カルテ）や検査記録などの診療情報そのものを管理する職であり、電子カルテ化などの情報化や高度化を背景に、診療報酬上でも配置が評価されるようなっており、一般の医療保険事務とは異なる。
さらには、2000年代以降、病院勤務医の負担軽減が求められるなかで、レセプト業務以外の医療秘書や電子カルテ入力介助のニーズが高まっており、2008年からは、これらの業務を行う医師事務作業補助者（ドクターズクラークなどとも称される）の配置が診療報酬において評価されている。

## 医療保険事務員の養成機関
養成機関には短期大学、専修学校などの教育施設のほか、職業訓練施設にも短期間の普通職業訓練（短期課程）として医療事務コース、社会保険実務コースなどを開設している場合もある。

### 4年制大学
4年制大学でも、診療情報管理士や医療情報技師などの医療系資格取得を目指す医療経営・医療情報系の学部学科で、低学年のうちに診療報酬請求事務能力認定試験に合格するカリキュラムを採用しているところがある。
たとえば、新潟医療福祉大学医療経営管理学部では、「『ビジネス』分野のスキルをベースに、『医療』『IT』分野の複数資格取得であらゆる分野で活躍する人材を育成」するとしており、北海道情報大学医療情報学部では、「ITやマネジメントの側から、医療や人の健康を支えるスペシャリストを目指します」としている。

### 短期大学、専門学校等
- 四條畷学園短期大学　ライフデザイン総合学科　医療事務エリア
- 国際医療管理専門学校　浜松校
- 群馬医療事務学院 (群馬県太田市, 株式会社医療保険事務センター)
- ソラスト
- 日本医療事務協会講座
- 日本総合ビジネス専門学校　医療福祉学科　医療・調剤事務コース
- 札幌医療保険事務学院 (北海道札幌市。他に帯広校がある)
- 日本医療保険事務学院協会 (沖縄県沖縄市)
- 学校法人龍澤学館盛岡医療福祉専門学校 福祉分野/医療事務分野
- 保健医療経営大学
- 松本大学松商短期大学部
- 福岡医健専門学校 医療事務・秘書コース
- ニック教育講座
- ニチイ学館通信講座
- 三幸医療カレッジ
- U-CAN(ユーキャン)通信講座
- ヒューマンアカデミー
- 全教振医療事務講座
- DAI-X ダイエックス
- KCS北九州情報専門学校 医療事務コース
- 精華女子短期大学 生活総合ビジネス専攻：医療事務
- 鹿屋中央高等学校 人間科学科
- 篠原学園専門学校 医療情報管理学科
- 学校法人大原学園 大原簿記情報医療専門学校
- 毎日文化センター 医療保険事務 平日コース
- 佐野短期大学
- 東筑紫短期大学
- 聖和学園短期大学 キャリア開発総合学科
- 明生情報ビジネス専門学校 オフィススペシャリスト科　医療事務コース
- 富国生命の医療保険医療保険事務 通信教育講座
- 湊川短期大学 人間生活学科人間健康専攻
- 日本医療秘書専門学校 医療事務学科
- インターナショナル岡山歯科衛生専門学校
- 専門学校共生館国際福祉医療カレッジ 医療事務コース（2年）
- 情報科学専門学校新横浜校
- 日本ビジネス綜合専門学校 医療事務学科（2年制男女）
- 大阪医療技術学園専門学校
- 大阪医療秘書福祉専門学校 医療事務科
- 東京医療秘書福祉専門学校
- 大阪医療秘書福祉専門学校
- 横浜創英短期大学 情報学科「医療事務」コース
- 四国大学短期大学部 ビジネスコミュニケーション学科
- 信州豊南短期大学
- 浜松情報専門学校 医療事務コース
- 北海道環境福祉専門学校
- がくぶん 医療事務講座（休講）
- 東京豊島医療福祉専門学校医療保険事務学科
- 沼津情報専門学校 医療事務科
- 名古屋医療情報専門学校 医療事務学科 医療事務コース
- 新潟会計ビジネス専門学校 医療事務学科
- 大阪バイオメディカル専門学校 医療事務総合学科
- 神戸お茶の水医秘書福祉専門学院
- 千葉お茶の水医療専門学校
- お茶の水医療福祉専門学校 福岡校医療事務科
- お茶の水学館
- 医療保険学院 医療事務基礎講座
- 名古屋デジタル・アート専門学校 医療事務・秘書科
- 旭川医療情報専門学校 医療事務・医療情報科（2年制・昼間）
- あいちビジネス専門学校 医療秘書科・医療情報管理科・医療事務科
- 名古屋ウェルネススポーツカレッジ 医療秘書科
- 岡山医療技術専門学校 医療事務2年養成
- IMB医療事務スクール
- ヒューマンライフ 医療事務講座
- 九州技術教育専門学校
- 医療事務研究所 (広島県広島市中区)
- 株式会社医事研医療事務サービス (福岡県福岡市博多区)
- ホップ教育学院看護指導部 (大阪府大阪市阿倍野区, 通信講座・FAX通信講座も)
- 佐賀女子短期大学
- 南九州大学短期大学部 医療事務・医療秘書コース
- 関西女子短期大学 医療秘書コース
- 穴吹カレッジ 福祉医療事務学科
- 徳島文理大学短期大学部 生活科学科
- 愛媛大原簿記公務員専門学校
- 松山情報ビジネス専門学校 医療事務コース
- 東日本栄養医薬専門学校 医療事務コース
- 尾竹橋看護学院 (東京都足立区)
- 龍馬看護ふくし専門学校 医療事務学科
- 九州国際情報ビジネス専門学校
- 関西経理専門学校 医療事務コース（2年制）
- ニッセルワン
- ELICビジネス&公務員専門学校 医療事務&秘書コース
- ユービック情報専門学校 医療事務秘書コース
- 釧路短期大学
- 田島学園 (東京都墨田区)
- 東京医学技術専門学校 (東京都墨田区)
- 日本医療秘書専門学校 医療保険事務コース
- 埼玉コンピュータ&医療事務専門学校
- 札幌ビズネスアカデミー専門学校
- 学校法人産業能率大学総合研究所 医療保険事務コース通信講座（通信教育）
- 埼玉コンピュータ&医療事務専門学校
- 大分医療事務専門学校
- 聖カタリナ大学短期大学部
- 今治明徳短期大学 生活総合専攻
- 今治商業専門学校 医療事務コース
- 国際テクニカルビジネスカレッジ
- 鹿児島医療事務専門学校
- 高田短期大学 オフィス情報学科
- 名古屋経済大学短期大学部
- 愛知学泉短期大学
- 山陽女子短期大学 人間生活学科医療事務コース
- 長崎女子短期大学 生活情報専攻医療事務コース
- 豊橋創造大学短期大学部 医療事務
- 東北女子短期大学
- TERADA医療福祉カレッジ 医療事務講座